# Escape (Journey)
| Recensione                        | Giudizio    |
| --------------------------------- | ----------- |
| AllMusic                          | [ 4 ]       |
| The New Rolling Stone Album Guide | [ 5 ]       |
| Sputnikmusic                      | 3.5 (Great) |
| Dizionario del Pop-Rock           | [ 7 ]       |
| 24.000 dischi                     | [ 8 ]       |

Escape è il settimo album in studio della band Journey, pubblicato nel luglio del 1981 dalla Columbia Records.
È il primo album ad avvalersi del tastierista Jonathan Cain che sostituisce Gregg Rolie.
L'album raggiunse la vetta della classifica di Billboard 200 il 12 settembre del 1981.

## Tracce
Lato A
1. Don't Stop Believin' – 4:10 (Steve Perry, Neal Schon, Jonathan Cain)
2. Stone in Love – 4:25 (Steve Perry, Neal Schon, Jonathan Cain)
3. Who's Crying Now – 5:01 (Steve Perry, Jonathan Cain)
4. Keep on Runnin' – 3:39 (Steve Perry, Neil Schon, Jonathan Cain)
5. Still They Ride – 3:48 (Steve Perry, Neil Schon, Jonathan Cain)

Lato B
1. Escape – 5:15 (Steve Perry, Neil Schon, Jonathan Cain)
2. Lay it Down – 4:13 (Steve Perry, Neil Schon, Jonathan Cain)
3. Dead or Alive – 3:20 (Steve Perry, Neil Schon, Jonathan Cain)
4. Mother, Father – 5:28 (Steve Perry, Neil Schon, Jonathan Cain, Matt Schon)
5. Open Arms – 3:21 (Steve Perry, Jonathan Cain)

Edizione CD del 2006, pubblicato dalla Columbia Records (82876 85897 2)
1. Don't Stop Believin' – 4:10 (Steve Perry, Neal Schon, Jonathan Cain)
2. Stone in Love – 4:25 (Steve Perry, Neal Schon, Jonathan Cain)
3. Who's Crying Now – 5:01 (Steve Perry, Jonathan Cain)
4. Keep on Runnin' – 3:39 (Steve Perry, Neal Schon, Jonathan Cain)
5. Still They Ride – 3:49 (Steve Perry, Neal Schon, Jonathan Cain)
6. Escape – 5:16 (Steve Perry, Neal Schon, Jonathan Cain)
7. Lay It Down – 4:13 (Steve Perry, Neal Schon, Jonathan Cain)
8. Dead or Alive – 3:20 (Steve Perry, Neal Schon, Jonathan Cain)
9. Mother, Father – 5:28 (Steve Perry, Neil Schon, Jonathan Cain, Matt Schon)
10. Open Arms – 3:18 (Steve Perry, Jonathan Cain)
11. La raza del sol – 3:26 (Steve Perry, Jonathan Cain) – Bonus Track
12. Don't Stop Believin' – 4:19 (Steve Perry, Neal Schon, Jonathan Cain) – Bonus Track - Live in Huston, 6 novembre 1981
13. Who's Crying Now – 5:44 (Steve Perry, Jonathan Cain) – Bonus Track - Live in Huston, 6 novembre 1981
14. Open Arms – 3:23 (Steve Perry, Jonathan Cain) – Bonus Track - Live in Huston, 6 novembre 1981

## Formazione
- Steve Perry - voce solista
- Neal Schon - chitarra, voce
- Jonathan Cain - tastiere, chitarra, voce
- Ross Valory - basso, voce
- Steve Smith - batteria

Note aggiuntive
- Kevin Elson e Mike Stone - produttori
- Steve Perry - produttori (brani bonus CD)
- Registrato (e mixato) al Fantasy Studios di Berkeley, California
- Wally Buck - assistente ingegnere delle registrazioni
- Album masterizzato da Bob Ludwig al Masterdisk Inc. di New York
- Jim Welch - fotografie, visual concepts e design album
- Stanley Mouse - illustrazione copertina frontale album[11]